# Гъскарка
Гъскарка (на гръцки: Καλοχώρι, Калохори, катаревуса: Καλοχώριον, Калохорион, до 1924 Κασκάρκα, Каскарка) е село в Егейска Македония, Гърция, дем Делта в административна област Централна Македония. Селото има население от 4011 души (2001).

## География
Гъскарка е разположено в Солунското поле, в областта Вардария на левия бряг на река Галик (Галикос) малко преди устието ѝ в Солунския залив и на практика е предградие на Солун. Веднага южно от селото е разположена Гъскарската лагуна, част от Националния парк „Делта на Вардар-Колудей-Бистрица“.

## История
Селото е заселено късно. В 1924 година селото е прекръстено на Калохорион, в превод Добро село. В 1928 година Гъскарка е чисто бежанско село с 231 бежански семейства и 913 жители.
- Пътят през Гъскарската лагуна в Националния парк „Делта на Вардар-Колудей-Бистрица“
- Гъскарската лагуна